# Scream (película de 1996)
Scream es una película de slasher estadounidense de 1996, dirigida por Wes Craven, y escrita por Kevin Williamson. La película está protagonizada por un elenco conformado por Neve Campbell, David Arquette y Courteney Cox.

## Argumento
En el pequeño pueblo de Woodsboro, California, la estudiante de secundaria Casey Becker está sola en casa cuando recibe una llamada telefónica de un desconocido. Hablan de películas de terror hasta que la persona que llama se vuelve sádica, amenazándola de muerte y revelando que su novio, Steve, está atado en su patio. La persona que llama le exige que responda a preguntas sobre películas de terror para salvarle la vida, pero ella da una respuesta incorrecta sobre Viernes 13 y Steve es asesinado. Casey intenta huir pero es apuñalada hasta la muerte por alguien que lleva un disfraz de "Ghostface" y su cadáver destripado es colgado de un árbol.
Los medios de comunicación llegan a la ciudad mientras comienza la investigación policial. La adolescente Sidney Prescott lucha contra el inminente primer aniversario de la violación y asesinato de su madre Maureen a manos de Cotton Weary. El trauma la ha incapacitado para consumar su relación con su novio, Billy Loomis. Mientras su padre Neil viaja por trabajo, Sidney espera sola en casa a su mejor amiga, Tatum Riley. Recibe una llamada burlándose de ella por la muerte de Maureen y es atacada por Ghostface, que desaparece justo antes de que Billy entre por su ventana. Sin embargo, ella empieza a sospechar cuando a él se le cae un teléfono móvil, y es detenido por el ayudante del alguacil Dewey Riley, hermano de Tatum. En la comisaría, Sidney se enfrenta a la periodista de investigación Gale Weathers, que afirma que Maureen tuvo varias aventuras, incluida una con Cotton, y que fue acusado injustamente de su asesinato. Sidney se queda en casa de Tatum pero recibe otra llamada burlona del asesino. Las llamadas son rastreadas hasta el teléfono de Neil, pero la policía es incapaz de localizarlo.
Tras su liberación, Billy se encuentra con Sidney en la escuela y la molesta aún más al comparar a su madre ausente con la muerte de Maureen. Tras suspender las clases a raíz de los asesinatos, el director Himbry muere apuñalado en su despacho. Para celebrar el cierre, Stu Macher, el novio de Tatum, organiza una fiesta en su apartada casa. Dewey y Gale vigilan la fiesta por si el asesino ataca de nuevo. Mientras Randy Meeks, compañero de instituto, detalla las reglas para sobrevivir a una película de terror, Tatum es aislada en el garaje por Ghostface, que la aplasta con la puerta del garaje. Tras descubrir el asesinato de Himbry, la mayoría de los asistentes a la fiesta se marchan para ver su cuerpo colgando, casi atropellando a Dewey y Gale y conduciéndolos sin querer al coche escondido de Neil. Billy llega a la casa para reconciliarse con Sidney, y por fin tienen sexo. Después, son atacados repentinamente por Ghostface, y Billy es apuñalado. Sidney esquiva a Ghostface, que mata a Kenny, el cámara de Gale, y apuñala a Dewey cuando éste regresa. Gale, que intenta huir en su furgoneta, choca y queda inconsciente. Sidney busca refugio dentro de la casa, encerrando a Stu y Randy fuera mientras se acusan mutuamente de ser el asesino.
Un Billy aparentemente herido regresa y deja entrar a Randy antes de dispararle en el hombro, revelándose como el asesino y Stu como su cómplice. Billy confiesa que mataron a Maureen porque el descubrimiento de su aventura con su padre fue la causa de la marcha de su madre. La pareja secuestró a Neil para inculparle de sus crímenes y proceden a apuñalarse mutuamente para presentarse como los únicos supervivientes. El regreso de Gale les interrumpe, lo que da a Sidney la oportunidad de incapacitar a Billy y matar a Stu dejándole caer un televisor sobre la cabeza. Billy intenta apuñalar a Sidney, pero Gale le dispara. Después de que Randy comente que los asesinos de las películas de terror reviven para dar un último susto, Billy vuelve a sentarse y Sidney le dispara en la cabeza, matándolo. Al amanecer, Neil es rescatado, Dewey es trasladado en ambulancia y Gale ofrece un improvisado reportaje sobre los acontecimientos de la noche.

## Reparto
- Neve Campbell como Sidney Prescott
- David Arquette como Dewey Riley
- Courteney Cox como Gale Weathers
- Skeet Ulrich como Billy Loomis
- Matthew Lillard como Stuart "Stu" Macher
- Jamie Kennedy como Randy Meeks
- Rose McGowan como Tatum Riley
- Drew Barrymore como Casey Becker
- W. Earl Brown como Kenneth "Kenny" Jones
- Joseph Whipp como sheriff Burke
- Liev Schreiber como Cotton Weary
- Henry Winkler como director Arthur Himbry
- Lawrence Hecht como Neil Prescott
- Kevin Patrick Walls como Steven Orth
- Linda Blair como Reportera (cameo)
- Frances Lee McCain como Maureen Roberts-Prescott
- Roger L. Jackson como voz de Ghostface

## Producción

### Música
| N.º | Título                                    | Música                      | Escritor(es)                                                          | Duración |  |
| 1.  | «(Don't Fear) The Reaper»                 | Gus Black                   | Donald Roeser                                                         | 4:47     |  |
| 2.  | «Whisper»                                 | Catherine                   | Mark Rew, Keith Brown y Kerry Brown                                   | 3:12     |  |
| 3.  | «Artificial World (Interdimensional Mix)» | Julee Cruise with the Flow  | Julee Cruise, Louis Tucci, Supa D.J. Dmittry y D.J. Silver            | 5:08     |  |
| 4.  | «Red Right Hand»                          | Nick Cave and the Bad Seeds | Mick Harvey, Nick Cave y Thomas Wydler                                | 6:12     |  |
| 5.  | «Better Than Me»                          | Sister Machine Gun          | Chris Randall                                                         | 4:01     |  |
| 6.  | «Youth of America»                        | Birdbrain                   | Joey Ammo                                                             | 3:03     |  |
| 7.  | «School's Out»                            | The Last Hard Men           | Alice Cooper, Michael Bruce, Glen Buxton, Dennis Dunaway y Neal Smith | 2:17     |  |
| 8.  | «Bitter Pill»                             | The Connells                | Peele Wimberley                                                       | 3:41     |  |
| 9.  | «First Cool Hive»                         | Moby                        | Richard Hall                                                          | 5:12     |  |
| 10. | «Whisper to a Scream (Birds Fly)»         | Soho                        | Ian McNabb                                                            | 5:26     |  |
| 11. | «Trouble in Woodsboro/Sidney's Lament»    | Marco Beltrami              | Marco Beltrami                                                        | 3:28     |  |

## Recepción

### Taquilla
Scream fue un gran éxito de taquilla. Recaudó más de 173 millones de dólares en todo el mundo. También cabe destacar que recaudó más del triple de su inversión a nivel internacional además de haber recaudado 100 millones en la taquilla estadounidense. Gracias a la película Wes Craven recuperó la fe del público después de varios fracasos comerciales. Adicionalmente es importante mencionar que Neve Campbell alcanzó el estrellato cinematográfico gracias a este título.
Finalmente Scream revitalizó el género de la película slasher a finales de la década de 1990, y tras el éxito de la película, tres secuelas fueron estrenadas en 1997 (Scream 2), 2000 (Scream 3) y 2011 (Scream 4) respectivamente. La película en su tiempo fue considerada también única por presentar a personajes conscientes de la existencia de películas de terror y de los tropos más típicos y repetidos de dichas películas.

### Crítica
La obra cinematográfica recibió críticas muy positivas de los críticos, como el sitio web Rotten Tomatoes, que le otorgó a la película una calificación "fresca" de 81%, sobre la base de 53 comentarios.  En Metacritic, la película obtuvo una puntuación de 65 en 100, basada en 25 críticas, indicando a su vez "criticas generalmente favorables".
En general la reacción a la película también fue positiva entre los críticos de cine, que aprecia el cambio de las películas slasher adolescente de la década de 1980 y su "interminable serie de secuelas laborioso, a medias." El guion de Williamson fue elogiado como que contiene un "diabólicamente inteligente guion, la trama complicada", que "mezcla hábilmente la ironía, la auto-referencia y el comentario social irónico con escalofríos y los derrames de sangre." 
Roger Ebert aprecia "el en-bromas y los personajes consciente de sí mismo", pero estaba confundida sobre si el nivel de violencia fue "desactivada por la manera irónica de la película lo utiliza y comentarios sobre el mismo". El New York Times dice "no hay mucho de Scream es que horripilante", pero observa que Craven "quiere que las cosas en ambos sentidos, aprovechando el material espeluznantes mientras socavando con burlona humor. Ni siquiera los fans del horror que puede responder a todo lo sabe de esta película preguntas de trivia puede ser completamente cómodo con esa mezcla de explotación."
Scream obtuvo el puesto # 32 en la lista de Entertainment Weekly de los 50 mejores películas de High School y #13 en 100 Bravo Momentos película más aterradora.  En 2008, Entertainment Weekly llamó a la película un "New Classic" por lo que la sitúa # 60 en su lista de las 100 mejores películas de los últimos 13 años. El filme ocupa el lugar número 482 en 2008 Imperio lista de las 500 mejores películas de todos los tiempos.

### Premios
| Año  | Premio                          | Categoría                     | Nominado(a)      | Resultado |
| ---- | ------------------------------- | ----------------------------- | ---------------- | --------- |
| 1996 | Gremio del Terror Internacional | Mejor película                | Scream           | Ganadora  |
| 1996 | Premios Saturno                 | Mejor actriz                  | Neve Campbell    | Ganadora  |
| 1996 | Premios Saturno                 | Mejor director                | Wes Craven       | Nominado  |
| 1996 | Premios Saturno                 | Mejor película de terror      | Scream           | Ganadora  |
| 1996 | Premios Saturno                 | Mejor actor de reparto        | Skeet Ulrich     | Nominado  |
| 1996 | Premios Saturno                 | Mejor actriz de reparto       | Drew Barrymore   | Nominada  |
| 1996 | Premios Saturno                 | Mejor escritor                | Kevin Williamson | Ganador   |
| 1997 | MTV Movie Awards                | Mejor interpretación femenina | Neve Campbell    | Nominada  |
| 1997 | MTV Movie Awards                | Mejor película                | Scream           | Ganadora  |
| 1997 | Festival de Cine Gerardmer      | Gran premio                   | Wes Craven       | Ganador   |

## Temática y análisis

### Temas
Según los miembros de producción Kevin Williamson y Richard Potter, el éxito que obtuvo el filme radica en el misterio, pues los espectadores se preguntan sobre la identidad del asesino, algo inusual en obras de la época. Por otro lado, los asesinos —Billy y Stuart— son personas totalmente humanas y naturales, lo que difiere de otros como Jason Voorhees, de Viernes 13, o Freddy Krueger, de Pesadilla en la Calle Elm, detalle que aporta un alto grado de realismo y preocupación a los espectadores. De igual manera, presenta a un «monstruo» humano que está encarnado por dos personajes y es un fanático del cine de terror que utiliza las convenciones familiares y predecibles de ese género para llevar a cabo sus asesinatos.

### Crítica al cine deslasher
Scream ofrece una reflexión sobre el género de terror, y más concretamente el slasher, utilizando sus códigos, sus reglas y otros trucos. De tal forma, ella misma indica que lo hace, en parte gracias a los personajes que comentan la acción refiriéndose constantemente al cine, como si fueran conscientes de formar parte de él. A diferencia de los personajes de las cintas Halloween (1978), Friday the 13th (1980) o A Nightmare on Elm Street (1984), los de Scream han visto estas y por tanto conocen sus códigos, al igual que los espectadores, lo que aporta realismo. La frase «¿Cuál es tu película de terror favorita?», que el asesino pronuncia a sus víctimas por teléfono, es una prueba de ello. Randy Meeks representa el espíritu de la película y aporta frescura a la historia, pues en cierta manera es una personificación del mismo Williamson. La fórmula señala que cualquier cosa que los espectadores vean pueden adivinarla a partir de otras cintas de terror. Así pues, un ejemplo es la escena en la que Randy establece las reglas a seguir para sobrevivir a una película de terror, y estas son: no hagas el amor, no consumas drogas ni alcohol y nunca digas «vuelvo enseguida», de lo contrario, no volverás.
Dichas normas se rompen varias veces, especialmente cuando Sidney, que es virgen, tiene relaciones sexuales por primera vez con Billy y, sin embargo, sobrevive. Asimismo, Stuart dice «¡Vuelvo enseguida!» justo después de la explicación de Randy, cuando en realidad es el asesino. Sin embargo, a veces son respetados, como cuando Sidney está hablando por teléfono con el asesino responde a su pregunta —«¿Te gustan las películas de terror?»—, con el argumento de que «Todas son lo mismo, un estúpido asesino acechando a una chica de grandes pechos que apenas sabe actuar y que siempre corre escaleras arriba cuando debería salir por la puerta principal. Es insultante», lo que sucede con ella cuando el atacante la sorprende. Williamson tuvo la idea de trasladar la acción al lado del espectador, al punto que algunos personajes son caricaturas del público del cine de terror, al tiempo que el director afirmó que utilizó trucos que nunca llegaron a funcionar en ninguna de sus otras producciones, en particular situaciones reales y humor.

### Referencia a películas
El gusto de Williamson por el cine de terror está muy marcado en el guion, que tiene elementos referentes a películas como Halloween, pero también Friday the 13th, A Nightmare on Elm Street, Prom Night (1980) o When a Stranger Calls (1979), por ejemplo. Escuchó la banda sonora de Halloween en busca de inspiración mientras escribía Scream, de manera que en una entrevista aseguró que una de las razones por las que trabajó en el guion fue que quería verla. Además, en homenaje al trabajo de John Carpenter, los personajes la ven, al tiempo que suenan fragmentos de su banda sonora. A continuación se listan las películas a las que se hace referencia:
| - Friday the 13th (1980) - Halloween (1978) - A Nightmare on Elm Street (1984) - Friday the 13th Part II (1981) - Prom Night (1980) - The Howling (1981) - Basic Instinct (1992) - Terror al anochecer (1976) | - E.T., el extraterrestre (1982) - The Evil Dead (1981) - Hellraiser (1987) - Terror Train (1980) - La niebla (1980) - El exorcista (1973) - I spit on your grave (1978) - Casper (1995) - The Texas Chain Saw Massacre (1974) | - All the Right Moves (1983) - The Silence of the Lambs (1991) - Clerks (1994) - Te estoy observando (1978) - Trading Places (1983) - Psicosis (1960) - Carrie (1976) - Clueless (1995) - Apolo 13 (1995) |

## Legado

### Influencia cultural
La cinta fue parodiada por la película pornográfica Moan (1999), y los filmes Scary Movie (2000), y Shriek If You Know What I Did Last Friday the Thirteenth (2000). La banda de Metalcore Ice Nine Kills hace referencia a la película en su canción titulada W«hen Your Number´s up It´s Time To Scream» perteneciente al álbum The Silver Scream.

## Secuelas
Debido al éxito de Scream, se inició el desarrollo de una secuela mientras la original aún estaba en cines. Scream 2 (1997) logró un éxito financiero y crítico similar al de Scream. Williamson no estuvo disponible para escribir Scream 3 (2000), el capítulo final de la trilogía, por lo que fue reemplazado por Ehren Kruger. A la película le fue peor que a sus predecesoras, comercial y críticamente, y es considerada como la película más divisiva de la franquicia. Williamson regresó a la serie con la película de reinició Scream 4 (2011). Si bien Scream 4 ha ganado popularidad desde su lanzamiento, su modesta taquilla y recepción crítica, así como la muerte de Craven, dejaron a la franquicia en una pausa indefinida de productividad.
Una adaptación televisiva, Scream (2015-2019), se produjo durante tres temporadas. Los Weinstein se negaron a otorgar la licencia del disfraz de Fun World para el programa, así como el permitir referencias a las cintas, lo que fue controvertido entre los fanáticos y contribuyó a las bajas calificaciones de la serie, la mala recepción y su eventual cancelación.
La serie de películas fue revivida con Scream (2022), y su éxito llevó al desarrollo inmediato de una sexta entrega, Scream VI (2023). Ambos filmes fueron dirigidos por Matt Bettinelli-Olpin y Tyler Gillett, y escritas por James Vanderbilt y Guy Busick. Estas películas se centran en un elenco más joven, que incluye a Melissa Barrera y Jenna Ortega, con Campbell, Cox y Arquette apareciendo en papeles secundarios de legado. Scream VI es la primera cinta de la serie en la que no presenta a Arquette o Campbell (ella se negó a regresar luego de una disputa sobre su pago para filmar). Una séptima película está en desarrollo y será estrenada en 2025.